# DC-8
Douglas DC-8 este un avion comercial cvadrimotor cu reacție de primă generație construit între 1958 și 1972.

## Introducere
Sfârșitul anilor 1950 marcau pentru Douglas două decenii de dominație a aviației comerciale mondiale, prin modele precum DC-3 sau DC-6. Poziția de lider a făcut ca atitudinea companiei pentru viitor să fie una conservatoare, crezând că evoluția în segmentul comercial va fi una înceată, motoarele cu piston fiind întâi înlocuite cu motoare turbopropulsoare, și abia apoi cu turboreactoare. Astfel, pe când Boeing sau deHavilland anunțau modele cu reacție, Douglas rămânea pe poziții, oferind modele noi de avioane cu piston, precum DC-7.
Cu toate acestea, nevoia Armatei SUA pentru un nou model de avion-cisternă pentru realimentare aeriană (pentru care se cerea echiparea cu motoare cu reacție), a determinat compania să investească în noua tehnologie. Deși Boeing avea avantajul unei relații privilegiate cu armata SUA și a experienței în domeniu (prin B-52 și B-47), managementul Douglas a considerat că comanda pentru noile avioane va fi prea mare pentru un singur producător și a pregătit un design de astfel de avion. Acordarea, în 1954, a contractului exclusiv către Boeing a determinat compania să încerce să adapteze proiectul pentru a fi folosit în transportul comercial, astfel născându-se DC-8.

## Design și introducere în serviciu
Modelul a fost anunțat oficial în 1955, după ce Boeing anunțase modelul concurent Boeing 707, determinând compania să investească masiv în cercetare și dezvoltare (inclusiv printr-o uriașă contribuție personală a președintelui companiei de 450 milioane dolari) pentru a putea reduce decalajul.
Deși aviația comercială era încă dominată de avioane cu piston (singurul reactor în serviciu fusese ținut la sol din cauza unor probleme tehnice majore), și turbopropulsoarele de-abia își făceau apariția pe piață, tehnologia cu reacție anunța o posibilă revoluție din punctul de vedere a vitezei, confortului și capacității - dacă o companie cumpăra un astfel de model, celelalte companii aviatice nu-și puteau permite să nu ofere și ele astfel de servicii. Astfel, comanda Pan Am de 20 de Boeing 707 și 25 DC-8 a dus la o cascadă de comenzi. Astfel, numai în 1955, încă 6 comanii majore au mai comandat modelul DC-8, iar până la începutul lui 1958, existau 133 de comenzi. Înțelegând importanța de a oferi avionul înainte de concurență, s-au depus eforturi uriașe, ce au culminat cu efectuarea testelor de zbor cu 10 avioane simultan. Cu toate acestea, și deși primul zbor avusese loc în mai 1958, prima livrare s-a petrecut la aproape 1 an după prima livrare a Boeing 707 - în septembrie 1959 cu Delta Air Lines.
Douglas a oferit inițial un număr larg de modele, care însă foloseau o singură lungime de fuzelaj, fiind diferite numai prin motorizare și configurația aripilor. Acest lucru, și faptul că avionul a intrat mai târziu în serviciu, au dus la o dominație categorică a Boeing, care, în fiecare an după 1958 au produs mai bine de dublul numărului de avioane Douglas. Această stare de fapt a determinat Douglas să introducă, după 1961, o serie de modele noi numite Super Sixties, cu lungimi diferite de fuzelaj, care au ajutat la creșterea substanțială a cererii.
Pe 21 august 1961, un DC-8 a atins viteza de 1.012 Mach în cadrul unor teste de zbor, devenind astfel primul avion comercial care a atins viteze supersonice (în serviciu normal, DC-8 este un avion subsonic).

## Modele

### Modelele inițiale
Aceste modele se caracterizează prin fuzelajul de 45.8 m și anvergura aripilor de 43 m.
- DC-8-10 - Pentru zboruri mediu-curier (continentale și trans-continentale), dotat cu motoare Pratt & Whitney JT3-C6 de 60.5 kN. Primele două avioane din serie au avut indicativul DC-8-11, fiind dotate cu o altă configurație a aripilor, celelalte fiind denumite DC-8-12. Masa maximă autorizată la decolare pentru acest model este de 123 tone.
- DC-8-20 - Pentru zboruri mediu curier și transatlantice de capacitate mai mare. Modelul este dotat cu un motor mai puternic (JT4A, de 70.9 kN), permițând o masă maximă de 130 tone.
- DC-8-30 - Pentru zboruri intercontinentale, cu un rezervor de combustibil cu o capacitate mai mare cu 33% decât la modelul DC-8-10, cu un tren de aterizare îmbunătățit și dotat cu motoare JT40. Oferit în 3 variante evolutive (DC-8-31, DC-8-32, și DC-8-33), fiecare cu motoare mai puternice. Masa maximă autorizată la decolare între 136 și 143 tone.
- DC-8-40 - Primul avion comercial dotat cu motoare turboventilator, dotat cu motoare Rolls Royce Conway, dotat cu flapsuri modificate, pentru economie de combustibil, mai puțin zgomot și viteză mai mare.
- DC-8-50 - Model similar cu DC-8-40, însă dotat cu turboventilatoare de la Pratt & Whitney (JT3D). Oferit în 3 modele (DC-8-51, DC-8-52 și DC-8-53) în funcție de masa maximă autorizată la decolare (între 126 și 147 de tone), și produs începând cu 1961.
- DC-8 Jet Trader - Model cargo și convertibil cargo-pasageri, oferit începând cu 1961, și bazat pe DC-8-50. Oferit cu o structură ranforsată, uși cargo în segmentul frontal al fuzelajului, și posibilitatea de a avea în paralel un compartiment de pasageri (în spatele avionului) între 25 și 114 locuri. Bazat pe motoare JT3D de 80 kN pentru o masă maximă autorizată la decolare de 143-147 tone. A fost disponibil atât în versiunea cu ferestre cât și într-o versiune fără ferestre.

### Super-60
Modele cu fuselajul lungit, și motorizări mai puternice.
- DC-8-61 - construit pentru capacitate mare și autonomie mică-medie. Mai lung cu 11 metri decât modelele anterioare, este bazat pe DC-8-53. A fost introdus în 1966, putând transporta până la 210 pasager în configurație strandard, fiind astfel cel mai mare avion până la introducerea Boeing 747, după 4 ani.
- DC-8-62 - construit pentru autonomie mărită (până la 9600 km), mai lung cu 3 m față de modelele anterioare, dar cu o aripă modificată și cu nacelele motoarelor îmbunătățite, pentru o frecare aerodinamică mai mică.
- DC-8-63 - ultimul model DC-8, introdus în 1968. Folosește fuzelajul modelului DC-8-61 și îmbunătățirile aerodinamice ale modelului DC-8-62, fiind dotat cu motoare JT3D-7 de 85 kN pentru o autonomie de 7440 km.

### Super-70
Conversii ale modelelor DC-8-60 cu motoare CFM56-2 de 98.5 kN pentru o autonomie mai bună și pentru o economie substanțială de combustibil. Conversiile au avut loc între 1981 și 1986.

## Producție
În total, 556 de avioane DC-8 au fost produse între 1958 și 1972 din care 295 seria originală, 262 seria Super-60, din care 110 convertite în Super-70. 143 mai sunt în serviciu în 2006, exclusiv ca modele cargo și VIP. Operatorul principal este serviciul american de curierat rapid UPS cu 46 de astfel de avioane (toate Super-70) în serviciu. Multe avioane DC-8 au atins peste 100.000 de ore de zbor, o performanță remarcabilă pentru orice avion, dovedind construcția solidă a acestui model. Mai mult, deși concurentul său cel mai apropiat, Boeing 707, a fost produs în de două ori mai multe exemplare, astăzi rămân de două ori mai multe DC-8-uri în serviciu.

## Specificații Tehnice
|                                    | DC-8-32                                                  | DC-8-63                                                      |
| ---------------------------------- | -------------------------------------------------------- | ------------------------------------------------------------ |
| Echipaj                            | 3                                                        | 3                                                            |
| Pasageri                           | 179(maxim autorizat) 124 (2 clase)                       | 259 (maxim autorizat) 190 (2 clase)                          |
| Lungime fuzelaj                    | 45.87 m                                                  | 57.10 m                                                      |
| Anvergură aripi                    | 43.41 m                                                  | 45.24 m                                                      |
| Înălțime                           | 13.21 m                                                  | 13.11 m                                                      |
| Lățime fuzelaj                     | 3.73 m                                                   | 3.73 m                                                       |
| Suprafață aripilor                 | 257.4 m²                                                 | 271.9 m²                                                     |
| Masa proprie                       | 60.8 tone                                                | 66.3 tone                                                    |
| Masa maximă autorizată la decolare | 140.6 tone                                               | 161.0 tone)                                                  |
| Motoare (4x)                       | Pratt & Whitney JT4A-9 (turboreactor) fiecare de 74.7 kN | Pratt & Whitney JT3D-7 (turboventilator), fiecare de 84.5 kN |
| Viteză maximă                      | 946 km/h                                                 | 959 km/h                                                     |
| Autonomie standard                 | 6570 km                                                  | 7240 km                                                      |